# Rövidfarkú létrafarkú
A rövidfarkú létrafarkú (Amytornis  merrotsyi) a madarak osztályának verébalakúak (Passeriformes) rendjébe és a tündérmadárfélék (Maluridae) családjába tartozó faj.

## Rendszerezése
A fajt John White Mellor írta le 1913-ban.

## Előfordulása
Ausztrália déli részén. Természetes élőhelyei a mérsékelt övi gyepek, cserjések és szavannák, sziklás környezetben. Állandó, nem vonuló faj.

## Megjelenése
Testhossza 16 centiméter.

## Természetvédelmi helyzete
Az elterjedési területe kicsi, egyedszáma 6000  példány körüli és csökken. A Természetvédelmi Világszövetség Vörös listáján mérsékelten fenyegetett fajként szerepel.